# Deche

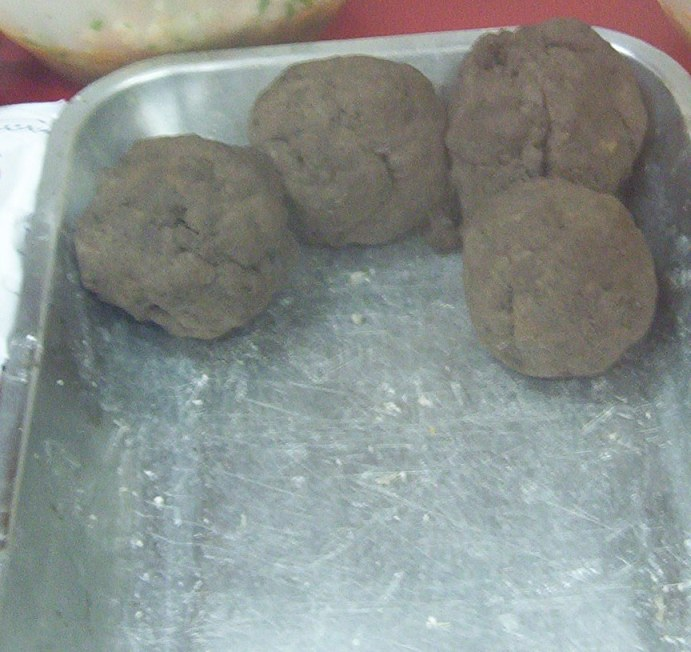
Boulettes de pommes de terre râpées et pressées, matière première du deche.

Le deche est un sous-produit de la pomme de terre qui, jusqu'au milieu du XXe siècle, était utilisé à Chiloé (Chili) dans l'alimentation en mélange avec de la farine de blé.

## Préparation
Les matières premières utilisées pour la préparation du deche étaient des restes de pommes de terre râpées et pressées, qui pouvaient être le sous-produit d'autres préparations, et des grains de blé.
Les pommes de terre étaient moulues à l'aide d'une râpe manuelle, faite traditionnellement de pierre ponce avec une face plate, et pressées dans un torchon pour en extraire le maximum d'eau et le lío (fécule ou chuño). 
Le produit résultant de ce « filtrage » est une substance pâteuse et sèche, de couleur sombre à cause de l'oxydation. On forme ce deche en boules d'environ 200 g que l'on laissait sécher quelques mois sur le collín, sorte de grille en bambou (Chusquea quila) accrochée au-dessus de la cuisinière pour fumer les aliments. 

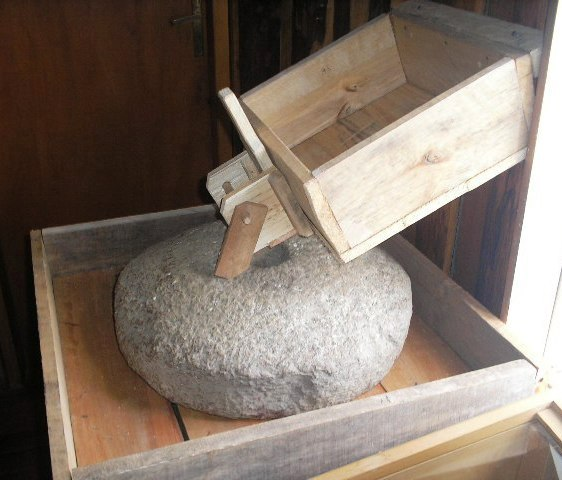
Partie supérieure d'un moulin chilote, machine employée traditionnellement pour préparer cet aliment.

Après le temps nécessaire à la déshydratation du deche, transformé en une boule compacte, on enlevait la croûte fumée et on le déchiquetait à coups de marteau. Une fois réduit en petits morceaux, il était mélangé avec du blé et porté au moulin pour en faire de la farine.

## Utilisations
Cette farine de deche, appelée aussi erengo (mapudungun rüngo, « farine »), était l'ingrédient de base des huilquemes, formés d'une pâte bouillie qui se consommait sucrée (avec du miel) ou salés (chicharrones, llides ou manteca negra). On en faisait aussi du pain ou on l'employait dans d'autres recettes au four.

## Disparition
La diminution progressive de la préparation et de la consommation du deche à partir du milieu du XXe siècle peut s'expliquer par la disparition du foyer des cuisines et son remplacement par la cuisinière à bois, ainsi que par les changements dans les habitudes alimentaires et dans la pratique de l'agriculture de subsistance. 
Les poêles ont été relégués dans des locaux particuliers consacrés au fumage du poisson ou d'autres aliments et ne restaient plus allumés toute la journée.
De ce fait, le temps nécessaire pour fumer le deche a augmenté considérablement.
Par la suite, les moulins à eau traditionnels ont commencé à décliner avec l'arrivée de la farine blanche en plus grande abondance et à un prix abordable. Pour cette raison et aussi du fait de l'expansion de la salmoniculture, la culture du blé a également été abandonnée et même celle de la pomme de terre a perdu en importance.